# Febron
Febron, Febroniusz – imię męskie (łac. Febronius), pochodzące od imienia bóstwa etruskiego Februus, oznaczające "poświęcony bogu Februusowi". Znane w Polsce od średniowiecza, w formie F(i)ebron//F(i)ebroń (zdrobniale F(i)ebronek), także F(i)ebrun//F(i)ebruń oraz Świebron//Świebruń. Występuje również w staroukraińskim jako Фебрунь. Brak męskiego patrona w Kościele katolickim. Patronką tego imienia jest św. Febronia z Nisbis, zmarła w 304 roku śmiercią męczeńską.
W Rzymie używano zarówno imion Febronius oraz Febronia, jak i formę pochodną od Febroniusa — Febronianus (Febronian). W Polsce natomiast od imienia Febron utworzono już w średniowieczu formę naśladującą imię złożone: Fiebrosław.
Febron imieniny obchodzi 25 czerwca.
Znane osoby noszące to imię:
- Justyn Febroniusz, właśc. Johann Nikolaus von Hontheim, biskup Trewiru, który zapoczątkował febronianizm, ruch religijny na łonie Kościoła rzymskokatolickiego.